# (74170) 1998 RB3
(74170) 1998 RB3 – planetoida z pasa głównego asteroid okrążająca Słońce w ciągu 3,71 lat w średniej odległości 2,4 j.a. Odkryta 13 września 1998 roku.